# Rio Birtin
O Rio Birtin é um rio da Romênia afluente do Rio Crişul Alb, localizado no distrito de Hunedoara.